# Barichneumon carolinensis
Barichneumon carolinensis är en stekelart som beskrevs av Heinrich 1972. Barichneumon carolinensis ingår i släktet Barichneumon och familjen brokparasitsteklar. Inga underarter finns listade.